# الدوري النمساوي 1937–38
الدوري النمساوي الممتاز 1937–38 (بالألمانية: Österreichische Fußballmeisterschaft 1937/38)‏ هو الموسم 27 من بوندسليغا النمسا لكرة القدم. أشرف على تنظيمه اتحاد النمسا لكرة القدم، وكان عدد الأندية المشاركة فيه 10، وفاز فيه رابيد فيينا.